# V̨
Cette page contient des caractères spéciaux ou non latins. S’ils s’affichent mal (▯, ?, etc.), consultez la page d’aide Unicode.
V̨ (minuscule : v̨), appelé V ogonek, est un graphème utilisé dans l’écriture du creek. Il s’agit de la lettre V diacritée d’un ogonek.

## Utilisation
Le V ogonek ‹ v̨ › est utilisé dans l’écriture du creek pour représenter une voyelle ouverte antérieure non arrondie nasalisée [ã], le V ‹ v › représentant une voyelle ouverte antérieure non arrondie et l’ogonek représentant la nasalisation de cette voyelle.
Paul Voorhis utilise le V ogonek ‹ v̨ › pour représenter une voyelle dans ses description grammaticale de dialectes abénaqui (pentagouet, wawenock).

## Représentations informatiques
Le V ogonek peut être représenté avec les caractères Unicode suivants (latin de base, diacritiques) :
| formes    | représentations | chaînes de caractères | points de code | descriptions                                 |
| --------- | --------------- | --------------------- | -------------- | -------------------------------------------- |
| capitale  | V̨               | V◌̨                    | U+0056 U+0328  | lettre majuscule latine v diacritique ogonek |
| minuscule | v̨               | v◌̨                    | U+0076 U+0328  | lettre minuscule latine v diacritique ogonek |

## Sources
- (en) Jack B. Martin et Margaret McKane Mauldin, A dictionary of Creek/Muskogee: with notes on the Florida and Oklahoma Seminole dialects of Creek, Lincoln & Bloomington, University of Nebraska Press & American Indian Studies Research Institute, Indiana University, 2000 (ISBN 9780803232075)
- (en) Paul Voorhis, Grammatical notes on the Penobscot language from Frank Speck’s Penobscot transformer tales, coll. « University of Manitoba Anthropology Papers » (no 24), 197 (lire en ligne)
- (en) Paul Voorhis, « Grammatical notes on the Wawenock language », dans Kansas Working Papers in Linguistics, vol. 7, 1982 (lire en ligne), p. 177-208